# Natalia Ieronimov Outine
Natalia Ieronimovna Outine (née Natalia Ieronimovna Corsini, en russe : Наталья Иеронимовна Корсини ; également connue sous le nom de Natalia Aleyeva, née le 24 janvier 1841 et morte le 16 juin 1913 est une prosaïste et dramaturge russe. 
Elle participe au mouvement révolutionnaire russe dans les années 1860 avec son mari Nicolas Outine et à la section russe de l'Association internationale des travailleurs à Genève. Après s'être tous deux « repentis » ils retournent en Russie en 1878. Elle devient ensuite écrivaine, son récit Life for Life publié en 1885 gagne en notoriété et met en scène le drame personnel d'Alexandre Herzen.

## Biographie

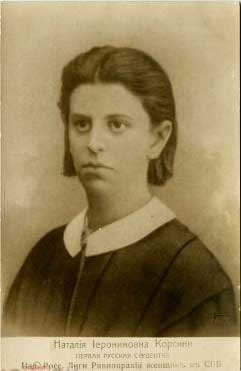
Natalia Korsini est connue en tant que première étudiante universitaire russe.

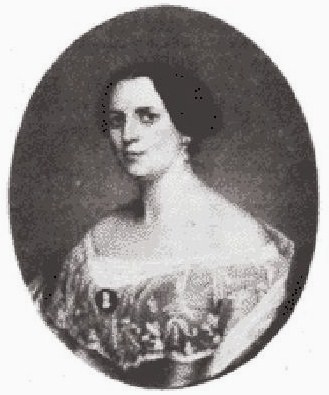
Marija Antonowna Corsini, la mère de Natalia Outine était également écrivaine.

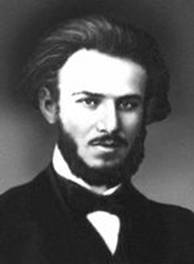
Nicolas Outine, le mari de Natalia Outine

Natalia Ieronimovna Outine, est née Corsini, le 24 janvier 1841. Sa mère est l'écrivaine Marija Antonowna Corsini (de) et son père l'architecte Geronimo Corsini. Elle a un frère et une sœur. Son grand-père paternel est le peintre italien Domenico Corsini.
Natalia Outine est la plus jeune enfant de la fratrie, sa sœur, Catherine, est née en 1838 et son frère Paul en 1839 (mort en 1896). Sa mère Marija Corsini est diplômée de l'Institut Catherine. Elle écrit dans des magazines pour enfants propageant les valeurs morales de la famille chrétienne.
Au début des années 1860, Outine devient l'une des premières femmes auditrices à l'université impériale de Saint-Pétersbourg, étudiant le droit comme sa sœur et son frère. Elle assiste aux conférences de Włodzimierz Spasowicz (en) et de Konstantin Kavelin qui, à son avis, ne lui permettent pas « d'emprunter la voie étroite du matérialisme myope ». Elle assiste également aux conférences du frère de son futur mari.
Natalia Corsini est membre du cercle des Lumières  A. P. Blummer – V. V. Alexandrovskaya. Le cercle se consacre à l'enseignement dans les écoles du dimanche pour filles. Elle est membre du Comité de la deuxième branche du « Fond pour la Littérature », créé au profit des jeunes russes. Elle est arrêtée à la suite de sa participation aux discours de protestation des étudiants en 1862. Plus tard, elle épouse Nicolas Outine,. La cérémonie a lieu en 1866 dans l'Église orthodoxe de Genève. Elle participe à la section russe de la Première Internationale à Genève. En 1878, elle retourne en Russie avec son mari,,.
Au cours de l'été 1862, une vague d'arrestations est menée parmi les dirigeants de Zemlya i volya (Terre et Liberté), et parmi eux Nikolaï Tchernychevski. Nicolas Outine prend la direction du comité central et dirige avec Natalia korsini l'impression du journal. Lorsqu' Outine apprend qu'il est sous la surveillance étroite de la police secrète tsariste, il quitte le pays en mai 1863 et Natalia Korsini le suit. Le couple s’installe à Genève, où vit une communauté florissante de jeunes révolutionnaires russes.

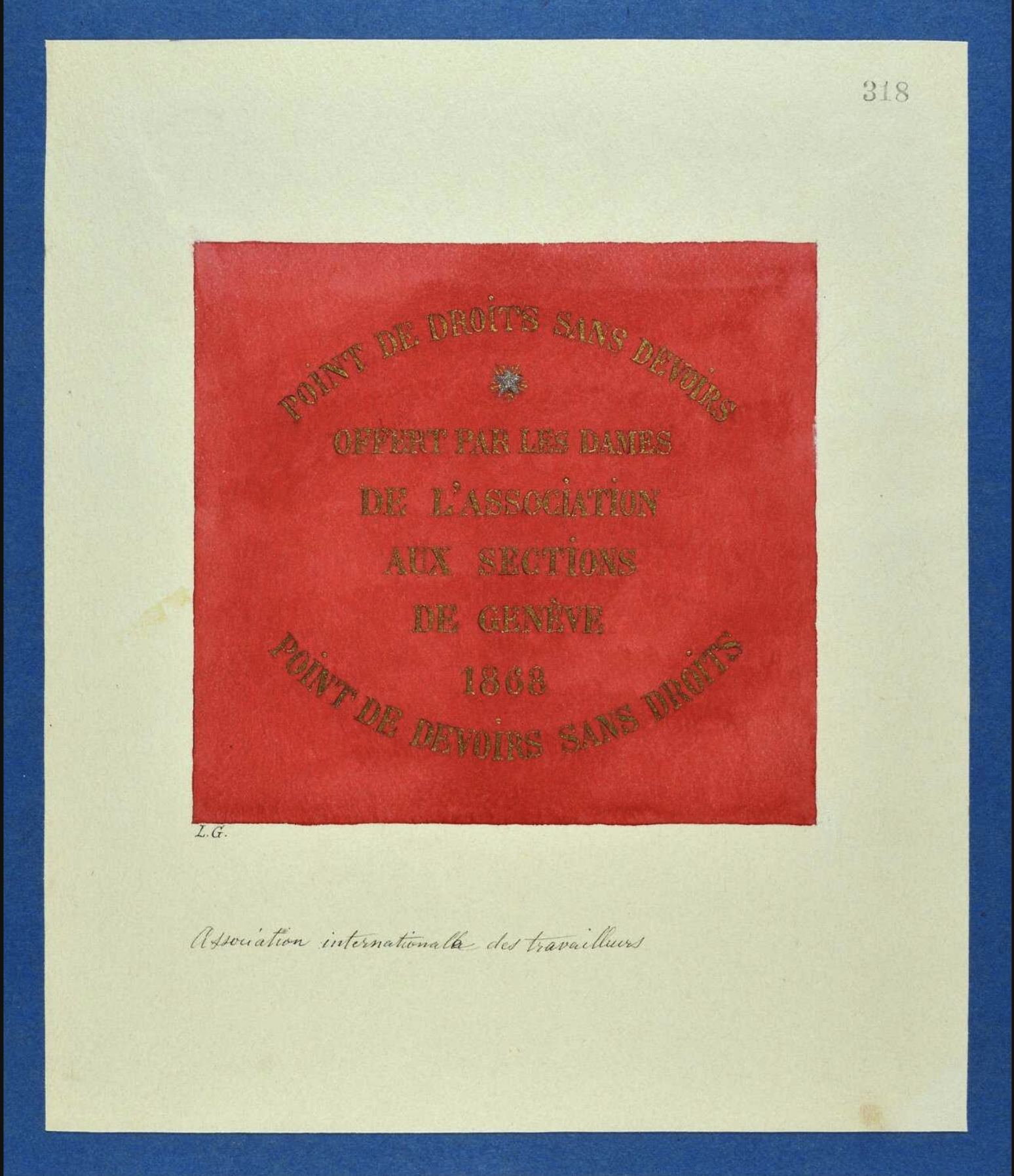
Drapeau de l'Association internationale des travailleurs de Genève, offert par la section féminine en 1868, avec la mention « Pas de devoirs sans droits, pas de droits sans devoirs ».

À Genève, elle fait partie de l'équipe de Nicolas Outine, qui a repris le contrôle de la publication de Narodnoïe Delo (La Cause du Peuple), après la démission de Bakounine et Joukovski, à la suite d'un conflit avec Outine. Le couple participe à la création de la section russe de l'Association internationale des travailleurs. A cette occasion, Natalia fait connaissance de Nicolas Tchernychevski, Alexandre Herzen, Karl Marx et Élisabeth Dmitrieff, dont Nicolas Outine est proche.

## Travaux littéraires
Sa première publication est une revue de Scottish Marriage and English Youth (1871). Dans ses écrits, Natalia Outine essaie de combiner la narration d'histoires d'amour avec des « problèmes de vie » plus contemporains, comme dans son roman Two Worlds (publié en 1874 et 1875 sous le pseudonyme de N. Aleyeva). Two Worlds décrit la vie des jeunes dans les années 1860, avec un entrelacement complexe de nombreux personnages issus de différents « mondes » (pauvres et riches, anciens et modernes) et plusieurs intrigues.
Natalia Outine a tendance à décrire de façon assez édulcorée les réalités de sa vie littéraire et familiale. On le constate dans l'histoire Life for Life publiée en 1885 sous le pseudonyme de NA Tal, où le drame personnel d'Alexandre Herzen (dans l'histoire Veprin est Herzen, Pogorelov personifie  Nikolay Ogarev et Stein Georg Herwegh) est représenté de manière déformée. La popularité scandaleuse de l'histoire incite TP Passeck Tatiana Passeck (ru) à publier les lettres d'Herzen à Ogarev dans la revue Russkaya starina (en russe : Русская старина) 1886–1987.
Dans Soul Storms (1889), l'héroïne est déçue par le mariage, l'amour libre, et est témoin des événements de la révolution de 1871 à Paris que Natalia Outine a elle-même vécue. Dans le conte Krantz (1892), le personnage principal est un jeune médecin juif, mais décrit comme « chrétien dans l'âme » et comme exemple d'homme idéal capable de sacrifices. L'histoire est riche en symbolisme juif et est probablement écrite dans un esprit de contradiction polémique contre l'antisémitisme ambiant même si Natalia Outin n'évite pas certains clichés antisémites. En 1913 sont publiées les pièces sur lesquelles Natalia Outine travaille à la fin des années 1880 : La Tsarevna Xenia, Le Banquier et Ondine (1898-1899), écrites en collaboration avec Pavel Viskovatov (en), qui est le mari de sa sœur aînée.

## Fin de vie
Après la mort de son mari en 1883, elle vit avec sa famille à Dorpat où elle devient également actrice amateure mais vit dans la misère. Répondant depuis la province de Vyborg à une lettre de M. K. Lemke (ru) qui la questionne sur les archives de son mari en 1912, elle écrit qu'un incendie s'est déclaré dans sa propriété, détruisant la maison et tout ce qu'elle contenait. La dernière lettre connue de Natalia Outine, datée du 16 juin 1913, est adressée à Lemke, lui faisant part de son intention de rester en Finlande jusqu'à la fin de ses jours.

## Autres travaux
- en russe : Рецензия Английские семейные хроники,1871.
- en russe : Роберт Бернс. Шотландский народный поэт, 1876.
- en russe : Людоедка, 1874.
- en russe : Перекатов, 1875.
- en russe : Современный Диоген, 1890.
- en russe : Тайна. Провинциальный комик. В Удельную, 1913.